# Сигнет

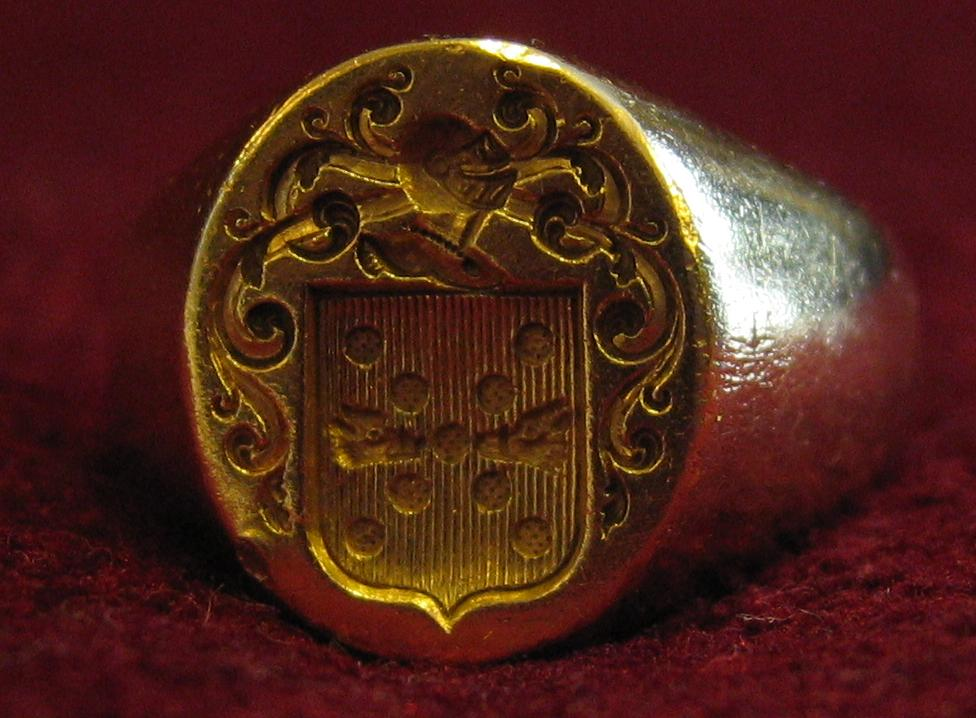
Перстень-печатка

Сигне́т (фр. signet від лат. signum — «знак»), також перстень-печатка — переважно чоловіча ювелірна прикраса (перстень), що у часи Середньовіччя використовувалася як особиста печатка (для проставлення відтиску на гарячому сургучі або воску) і часто виконувала роль своєрідного посвідчення особи. Робоча поверхня сигнета містить дзеркальне («зворотне») зображення герба і/або монограми чи напису. Після втрати прямої функціональності використовується переважно з метою підкреслення аристократичного походження свого власника.

## Використання

### Носіння
Як правило, перстень-печатку носять на лівому мізинці, але у Франції чоловіки часто носять його на лівому безіменному пальці. Класичні правила носіння у Франції визначені так: верхня частина гравірованою майданчика повинна бути спрямована до нігтів. Якщо людина, яка носить печатку — голова роду (старший представник чоловічої статі), він носить печатку на безіменному пальці лівої руки. Якщо людина — просто представник роду, — носити печатку потрібно на безіменному пальці або мізинці правої руки. Перстень-печатку можна носити гравіюванням назовні або всередину долоні. У наші дні люди все частіше носять його останнім способом, проте французи в основному віддають перевагу традиційний спосіб (назовні). Носіння ж печатки всередину у Франції означає, що людина заручена. Носіння печатки на руці — не ознака дворянства, як і відсутність персня не означає, що людина не дворянин. Багато дворян не носять печаток, або зі скромності, або через те, що воліють не бути зарахованими до таких.